# Лураго-Мариноне
Лураго-Мариноне, Лураґо-Мариноне (італ. Lurago Marinone) — муніципалітет в Італії, у регіоні Ломбардія, провінція Комо.
Лураго-Мариноне розташоване на відстані близько 510 км на північний захід від Рима, 31 км на північний захід від Мілана, 16 км на південний захід від Комо.
Населення — 2557 осіб (2014).
Покровитель — святий Юрій.

## Демографія
Населення за роками:

Станом на 1 січня 2023 року в муніципалітеті офіційно проживало 177 іноземців з 31 країни, серед них 32 громадяни країн Євросоюзу та 7 громадян України.

## Сусідні муніципалітети
- Апп'яно-Джентіле
- Карбонате
- Фенегро
- Лімідо-Комаско
- Моццате
- Веніано